# 量子霍尔效应
量子霍尔效应（Quantum Hall effect），是霍爾效應的量子力學版本。一般看作是整数量子霍尔效应和分数量子霍尔效应的统称。
整数量子霍尔效应由马普所的德国物理学家冯·克利青发现。他因此获得1985年诺贝尔物理学奖。
分数量子霍尔效应由崔琦、霍斯特·施特默和亞瑟·戈薩德发现，前两者因此与羅伯特·勞夫林分享1998年诺贝尔物理学奖。
整数量子霍尔效应最初在高磁场下的二维电子氣體中观测到；分数量子霍尔效应通常在迁移率更高的二维电子气下才能观测到。2004年，英國曼徹斯特大學物理學家安德烈·海姆和康斯坦丁·諾沃肖洛夫，成功在實驗中從石墨分離出石墨烯，在室溫下觀察到量子霍爾效應。

## 重要意义
整数量子霍尔效应：量子化电导{\displaystyle {\frac {e^{2}}{h}}}被观测到，为弹道输运（ballistic transport）这一重要概念提供实验支持。
分数量子霍尔效应：勞夫林与J·K·珍揭示涡旋（vortex）和准粒子（quasi-particle）在凝聚态物理学中的重要性。

## 数学基础
霍尔效应中出现的整数是一些拓扑量子数。在数学中，它们被称作陈数（Chern numbers），并且它们与贝利曲率（Berry curvature）息息相关。

## 整數量子霍爾效應
在二維系統中，一個古典意義上的自由電子受到外部磁場作用時，勞倫茲力會使它呈現圓周運動。以量子力學來描述，這些軌道是量子化的，能階是不連續的值：
{\displaystyle \textstyle E_{n}=\hbar \omega _{c}(n+1/2),}
其中，ωc = eB/m 是電子圓周運動的角頻率。 這些能階被稱為朗道能階。每個能階都是簡併的，在單位面積下可以容納N個電子，
{\displaystyle \textstyle N=g_{s}B/\phi _{0},}
B 是磁場大小，gs 代表自旋簡併，對電子來說是2。當磁場很強，每個能階可容納的電子數量會變得非常巨大，所有自由電子幾乎都位在最低的幾個能階，此時可以觀察到量子化的電阻值變化。

## 研究前景
整数量子霍尔效应的机制已经基本清楚，而仍有一些科学家，如冯·克利青和纽约州立大学石溪分校的V·J·Goldman，还在做一些分数量子效应的研究。一些理论学家指出分数量子霍尔效应中的某些平台可以构成非阿贝尔态（Non-Abelian States），这可以成为搭建拓扑量子计算机的基础。
石墨烯中的量子霍尔效应与一般的量子霍尔行为大不相同，为量子反常霍尔效应(Quantum Anomalous Hall Effect)。
此外，Hirsh、张首晟等提出自旋量子霍尔效应的概念，与之相关的实验正在吸引越来越多的关注。
2010年，中科院物理所的方忠、戴希理论团队与拓扑绝缘体理论的开创者之一、斯坦福大学的张首晟等合作，提出实现量子反常霍尔效应的最佳体系。
2013年，中国科学院薛其坤院士领衔的合作团队又发现，在一定的外加栅极电压范围内，磁性拓扑绝缘体在零磁场中的反常霍尔电阻达到量子霍尔效应的特征值h/e2~ 25800欧姆。2013年3月15日，这个成果在线发表在《科学》杂志上。 
这一发现可被用于发展新一代低能耗晶体管和电子学器件，进而推动信息技术的进步。 